# كولن ميرفي
كولن ميرفي (بالإنجليزية: Colin Murphy)‏ (19 مارس 1991 بهوليوود في الولايات المتحدة - ) هو لاعب كرة قدم نيوزلندي في مركز الوسط. شارك مع منتخب نيوزيلندا تحت 17 سنة لكرة القدم ومنتخب نيوزيلندا تحت 20 سنة لكرة القدم. أما مع النوادي، فقد لعب مع تيم ويلينغتون ونادي أوكلاند سيتي وWorcester Hydra ‏ وLong Island Rough Riders ‏ وFort Lauderdale Strikers (2006–2016) ‏.

## وصلات خارجية
- كولن ميرفي على موقع الدوري الأمريكي (الإنجليزية)
- كولن ميرفي على موقع قاعدة بيانات كرة القدم.إي يو (الإنجليزية)